# 沼津市立第一小学校
沼津市立第一小学校（ぬまづしりつ だいいちしょうがっこう）は、静岡県沼津市八幡町にある公立小学校。

## 沿革
- 1868年（明治元年）
  - 9月12日 - 「代戯館」設立[1]。
  - 12月8日 - 「沼津兵学校附属小学校」に改称[1]。
- 1870年（明治3年）1月 - 「静岡藩小学校」に改変[1]。
- 1871年（明治4年）11月 - 「沼津小学校」に改称[1]。
- 1873年（明治6年）1月 - 「城内町立小学校・集成舎」に改称[1]。
- 1878年（明治11年）6月 - 「小学　沼津学校」に改称[1]。
- 1886年（明治19年）7月 - 「公立小学 沼津」に改称[1]。
- 1887年（明治20年）
  - 1月 - 「尋常小学 沼津」に改称[1]。
  - 10月 - 「公立沼津尋常小学校」に改称[1]。
- 1897年（明治30年）4月 - 「町立沼津尋常高等小学校」に改称[1]。
- 1923年（大正12年）7月 - 「市立沼津尋常高等小学校」に改称[1]。
- 1928年（昭和3年）4月 - 「沼津市第一尋常小学校」に改称[1]。
- 1941年（昭和16年）4月 - 「沼津市第一国民学校」に改称[1]。
- 1947年（昭和22年）4月 - 「沼津市立第一小学校」に改称[1]。

## 関連事項
- 静岡県小学校一覧